# Intents de cop d'estat a Veneçuela del 1992
Els intents de cop d'estat veneçolà de 1992 van ser intents de prendre el control del govern de Veneçuela per part del Moviment Bolivarià Revolucionari-200 (MBR-200) liderat oer Hugo Chávez.
El primer intent de cop d'estat va tenir lloc el 4 de febrer de 1992 i va ser liderat per Chávez. Un segon intent de cop d'estat el 27 de novembre de 1992 va tenir lloc mentre Chávez estava a la presó, però va ser dirigit per un grup de joves oficials militars fidels a l'MBR-200. Els cops d'estat van ser dirigits contra el president Carlos Andrés Pérez i es van produir en un període marcat per les reformes de liberalització econòmica, que es van intentar per reduir el nivell d'endeutament del país i que havien provocat importants protestes i malestar social. Malgrat que no van servir per expulsar el govern de Carlos Andrés, els intents de cop d'estat del febrer van donar projecció nacional a Chávez. Els combats durant els cops d'estat van provocar la mort d'almenys 143 persones i fins a diversos centenars. Durant el segon govern de Rafael Caldera foren amnistiats i queden en llibertat els militars involucrats en l'intent colpista que s'agruparen en el partit polític Movimiento V República (MVR), dirigit per Hugo Chávez, per aconseguir el suport dels grups d'esquerres al seu precari govern de minoria parlamentària.